# Łęki Dukielskie
Łęki Dukielskie ist eine Ortschaft mit einem Schulzenamt der Gemeinde Dukla im Powiat Krośnieński der Woiwodschaft Karpatenvorland in Polen.

## Geschichte
Der Ort wurde im Jahr 1366 als Lanky erstmals urkundlich erwähnt. Im Mittelalter teilte Łęki die Geschichte mit dem benachbarten Kobylany. Der Name Łęki bedeutet auf Deutsch „Wiesen“, das Adjektiv Dukielskie ist nach der Kleinstadt Dukla benannt.
Das Dorf gehörte zunächst zum Kreis Biecz der Woiwodschaft Krakau, ab 1592 in der Adelsrepublik Polen-Litauen. Bei der Ersten Teilung Polens kam Łęki Dukielskie 1772 zum neuen Königreich Galizien und Lodomerien des habsburgischen Kaiserreichs (ab 1804). Ab dem Jahr 1855 gehörte Łęki Dukielskie zum Bezirk Krosno.
1918, nach dem Ende des Ersten Weltkriegs und dem Zusammenbruch der k.u.k. Monarchie, kam Łęki Dukielskie zu Polen. Unterbrochen wurde dies nur durch die Besetzung Polens durch die Wehrmacht im Zweiten Weltkrieg.
In der Zwischenkriegszeit waren viele Bewohner Reemigranten aus den Vereinigten Staaten, die mit der Polish National Catholic Church of America vertraut waren. Sie gründeten 1925 eine Pfarrgemeinde der Polnisch-Katholischen Kirche (der Altkatholischen Kirche in Polen). Heute gehört sie zum Dekanat Karpatenvorland mit um 1300 Mitgliedern in der Diözese Krakau-Tschenstochau. 1977 wurde die römisch-katholische Pfarrei aus Kobylany ausgegliedert.
Von 1975 bis 1998 gehörte Łęki Dukielskie zur Woiwodschaft Krosno.
2009 wurde der Windpark in Łęki Dukielskie eröffnet. Die fünf Windkraftanlagen mit der Höhe von über 100 m waren damals die höchsten in Polen.

Windpark
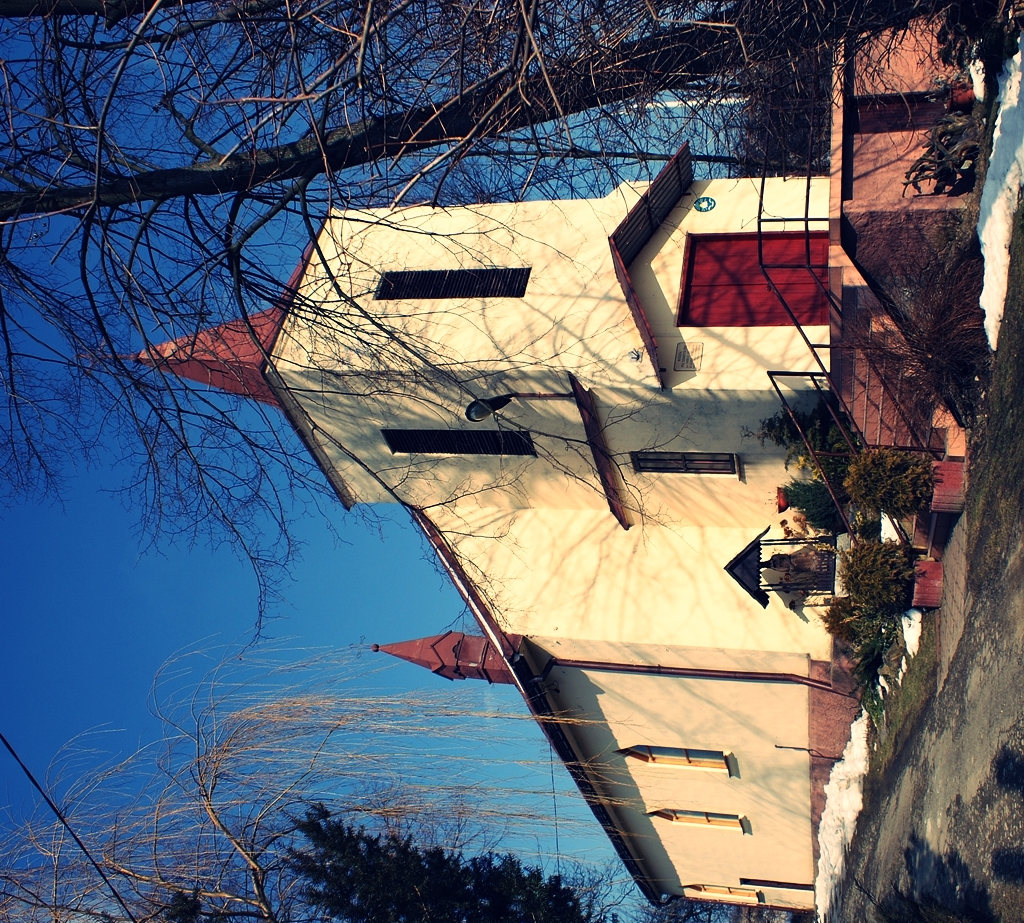
Polnisch-katholische Kirche
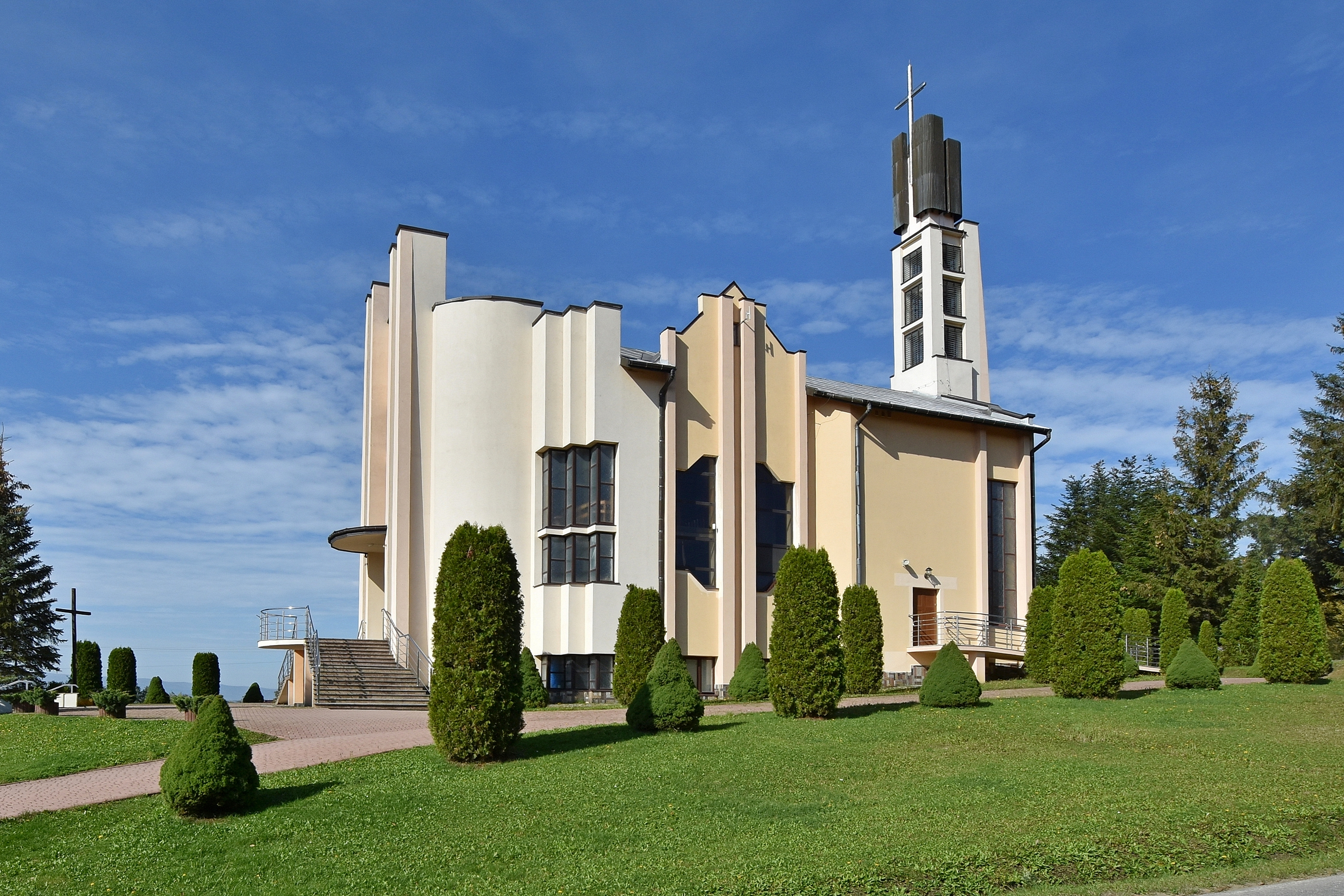
Römisch-katholische Kirche